# Eteissaari (ö i Norra Savolax, Varkaus, lat 62,54, long 27,80)
Eteissaari är en ö i Finland. Den ligger i sjön Savivesi och i kommunen Leppävirta i den ekonomiska regionen  Varkaus ekonomiska region  och landskapet Norra Savolax, i den centrala delen av landet, 300 km nordost om huvudstaden Helsingfors. Öns area är 3,1 hektar och dess största längd är 400 meter i sydöst-nordvästlig riktning.